# Тамашоаја (Бакау)
Тамашоаја (рум. Tămășoaia) насеље је у Румунији у округу Бакау у општини Коцофанешти. Oпштина се налази на надморској висини од 205 m.

## Становништво
Према подацима из 2002. године у насељу је живело 456 становника, од којих су сви румунске националности.